# Наташа О'Кіфф
Ната́ша Де́рвілл О'Кіфф (англ. Natasha Dervill O'Keeffe; 1 грудня 1986, Брайтон, Велика Британія) — британська акторка театру, кіно та телебачення. Найбільше відома за другорядною роллю Ліззі Старк в телесеріалі «Гострі картузи» (англ. Peaky Blinders) та головною роллю Еббі Сміт у комедійно-фантастичному телесеріалі «Покидьки» (англ. Misfits) від телеканалу E4.

## Біографія
Наташа Дервілл О'Кіфф народилася 1 грудня 1986 року в англійському місті Брайтон, що у південно-східному графстві Східний Сассекс. Походить з сім'ї ірландців з графства Каван. Дитинство провела у Тутінзі, на Півдні Лондона.[джерело?] Закінчила Валлійський королівський коледж музики та драми і зіграла в деяких їхніх сценічних постановках.

## Фільмографія
| Рік       |    | Українська назва                | Оригінальна назва                   | Роль                                                                                               |
| --------- | -- | ------------------------------- | ----------------------------------- | -------------------------------------------------------------------------------------------------- |
| 2008      | ф  | Точка Абрахама                  | Abraham’s Point                     | Сара (англ. Sarah)                                                                                 |
| 2010—2012 | с  | На словах                       | Life of Crime                       | 10 серій. Седі Андерсон (англ. Sadie Anderson)                                                     |
| 2011      | кф | Якщо знайдено, поверніться      | If Found Please Return To           | вона (англ. Her)                                                                                   |
| 2012—2013 | с  | Покидьки                        | Misfits                             | 11 серій. Еббі Сміт (англ. Abbey Smith)                                                            |
| 2013      | с  | Закон і порядок: Лондон         | Law & Order: UK                     | Епізод «Смертельний» (англ. Mortal). Конні Моран (англ. Connie Moran)                              |
| 2013      | ф  | Багно                           | Filth                               | Анна (англ. Anna)                                                                                  |
| 2013—2022 | с  | Гострі картузи                  | Peaky Blinders                      | 27 серій. Ліззі Старк (англ. Lizzie Stark)                                                         |
| 2013      | ф  | Свенґалі                        | Svengali                            | Наташа (англ. Natasha)                                                                             |
| 2013      | кф | Маленьке місце біля Еджвер-роуд | A Little Place Off the Edgware Road | дружина (англ. Wife)                                                                               |
| 2014      | с  | Ґранчестер                      | Grantchester                        | Сезон № 1, Епізод № 6. Ґрейс Гіт (англ. Grace Heath)                                               |
| 2015      | с  | Останні пантери                 | The Last Panthers                   | 5 серій. Кірсті Вілкінсон (англ. Kirsty Wilkinson)                                                 |
| 2015      | с  | Джекілл і Гайд                  | Jekyll and Hyde                     | 8 серій. Федора (англ. Fedora)                                                                     |
| 2016      | с  | Шерлок                          | Sherlock                            | Епізод «Мерзенна наречена» (англ. The Abominable Bride). Емелія Ріколетті (англ. Emelia Ricoletti) |
| 2017—2020 | с  | Страйк                          | Strike                              | 4 серії. Шарлотта Кемпбелл (англ. Charlotte Campbell)                                              |
| 2019      | с  | Повстання                       | Rebellion                           | 2 серії. Аґнес Мур (англ. Agnes Moore)                                                             |
| 2019      | с  | Опір                            | Resistance                          | 5 серії. Аґнес Мур (англ. Agnes Moore)                                                             |
| 2019      | с  | Темпл                           | Temple                              | 3 серії. Хлоя Майерско (англ. Chloe Myerscough)                                                    |
| 2021      | с  | Інтергалактик                   | Intergalactic                       | 8 серій. Емма Грайвз (англ. Emma Grieves)                                                          |
| 2023      | с  | Колесо часу                     | The Wheel of Time                   | Епізод «Смак самотності» (англ. A Taste of Solitude). Ланфір. 2 сезон                              |
|           | ф  | Clicquot                        | Clicquot                            | Анна (англ. Anne) — Постпродукція                                                                  |
|           | ф  | Тигр                            | Tyger                               | Меґґі (англ. Maggie) — Проєкт фільму оголошено, у виробництві                                      |